# سيفوديزيم
سيفوزيديم Cefodizime هو مضاد حيوي  من زمرة السيفالوسبورينات الجيل الثالث، ذو طيف واسع ضد الجراثيم.

## الاستخدام الطبي
لعلاج التهابات الجهاز التنفسي العلوي والسفلي، ولالتهابات المسالك البولية، والسيلان.

## الفعالية والقابلية
أظهر سيفوزيديم الفعالية السريرية الفائقة وقد تنبأ به  في المختبر  عن نتائجه التجريبية. بعض الخصائص المناعية للدواء قد تستأثر به الزيادة في النشاط  في الجسم الحي  ضد الأنواع البكتيرية المحددة. هذه الخصائص المناعية تحفز بعض البلعمية واللمفاويات الوظائف الخلوية عندما تم انخفاض قيمتها.

## الحركية الدوائية
هذه المجموعة من المضادات الحيوية تعرف بسيفالوسبورينات الجيل الثالث. نجد أن سيفالوسبورينات الجيل الثالث تُستخدم لعلاج العديد من الأمراض الخطيرة المتنوعة التي تسببها كائنات دقيقة مقاومة لمعظم المضادات الحيوية وخواصها:-
- أوسع طيفاً مما سبق.
- فعالة جداً ضد العصيات سلبية الغرام.
- مقاومة جداً للبيتالاكتاماز.
- تنفذ من الحاجز الدماغي الدموي BBB، وتحقق تركيزً عالياً في السال الدماغي الشوكي CSF، فتيتخدم في علاج سال مخي شوكي البكتيري بسلبيات الغرام.
- تعطى عادةً حقناً عضلياً.

## الجرعة
يعطى وريديا أو تحت العضل بجرعة 1-4 غ بمتوسط مدة 7-10 أيام، مما يضمن شفاء 80-100% من المرضى.

## الآثار الجانبية
كما جميع السيفالوسبورينات تكون آثاره الجانبية على الجهاز الهضمي وعلى الجلد.